# Campeonato Europeo de Patinaje de Velocidad sobre Hielo de 2001
El XCV Campeonato Europeo de Patinaje de Velocidad sobre Hielo se celebró en la localidad alpina de Baselga di Pinè (Italia) del 12 al 14 de enero de 2001 bajo la organización de la Unión Internacional de Patinaje sobre Hielo (ISU) y la Federación Italiana de Patinaje sobre Hielo.
Las competiciones se realizaron en el Circolo Pattinatori Pinè.

## Resultados

### Masculino
| Evento                      | Oro                                  | Plata                                                               | Bronce                                   |
| --------------------------- | ------------------------------------ | ------------------------------------------------------------------- | ---------------------------------------- |
| 500 m (12.01)               | Ids Postma · Países Bajos · 36,95 s  | Mark Tuitert · Países Bajos · Risto Rosendahl · Finlandia · 36,96 s | —                                        |
| 1500 m (13.01)              | Dmitri Shepel · Rusia · 1:49,42      | Alexandr Kibalko · Rusia · 1:49,98                                  | Cédric Kuentz Francia 1:50,27            |
| 5000 m (12.01)              | Bart Veldkamp · Bélgica · 6:33,65    | Mark Tuitert · Países Bajos · 6:37,55                               | Dmitri Shepel · Rusia · 6:38,58          |
| 10 000 m (14.01)            | Bart Veldkamp · Bélgica · 13:38,72   | Vadim Sayutin · Rusia · 14:02,70                                    | Frank Dittrich · Alemania · 14:03,47     |
| Clasificación total (14.01) | Dmitri Shepel · Rusia · 156,167 pts. | Bart Veldkamp · Bélgica · 156,224 pts.                              | Ids Postma · Países Bajos · 156,410 pts. |

### Femenino
| Evento                      | Oro                                        | Plata                                       | Bronce                                       |
| --------------------------- | ------------------------------------------ | ------------------------------------------- | -------------------------------------------- |
| 500 m (12.01)               | Claudia Pechstein · Alemania · 39,88 s     | Chiara Simionato · Italia · 40,10 s         | Barbara de Loor · Países Bajos · 40,11 s     |
| 1500 m (13.01)              | Renate Groenewold · Países Bajos · 2:00,26 | Claudia Pechstein · Alemania · 2:01,02      | Gunda Niemann · Alemania · 2:01,40           |
| 3000 m (13.01)              | Gunda Niemann · Alemania · 4:08,54         | Renate Groenewold · Países Bajos · 4:15,80  | Claudia Pechstein · Alemania · 4:16,44       |
| 5000 m (14.01)              | Gunda Niemann · Alemania · 7:05,67         | Claudia Pechstein · Alemania · 7:20,66      | Wieteke Cramer · Países Bajos · 7:23,61      |
| Clasificación total (14.01) | Gunda Niemann · Alemania · 166,136 pts.    | Claudia Pechstein · Alemania · 167,026 pts. | Wieteke Cramer · Países Bajos · 169,525 pts. |

## Medallero
- Solo se otorgan medallas en la clasificación general.

| Núm. | País         | Oro | Plata | Bronce | Total |
| ---- | ------------ | --- | ----- | ------ | ----- |
| 1    | Alemania     | 1   | 1     | 0      | 2     |
| 2    | Rusia        | 1   | 0     | 0      | 1     |
| 3    | Bélgica      | 0   | 1     | 0      | 1     |
| 4    | Países Bajos | 0   | 0     | 2      | 2     |
|      | TOTAL        | 2   | 2     | 2      | 6     |